# Richárd Osváth
Richárd Osváth (n. 28 mai 1985, Satu Mare, România) este un scrimer în fotoliu rulant de origine română, care a reprezentat Ungaria în competiții internaționale.
A cucerit medalia de bronz la Jocurile Paralimpice de vară din 2012 de la Londra și medalia de argint la Campionatul Mondial IWAS din 2013 de la Budapesta, tot la floretă A. În anul următor a câștigat și argintul la Campionatul European IWAS din 2014 de la Strasbourg în proba de sabie A și aurul în proba de floretă A.

## Legături externe
Materiale media legate de Richárd Osváth la Wikimedia Commons